# Simon Hald Jensen
Simon Hald Jensen (* 28. September 1994 in Aalborg) ist ein dänischer Handballspieler. Er steht bei der Aalborg Håndbold unter Vertrag.

## Karriere
Simon Hald Jensen spielte ab 2009 beim dänischen Erstligisten Aalborg Håndbold, mit dem er 2013 und 2017 dänischer Meister wurde. Mit Aalborg nahm er in den Spielzeiten 2013/14, 2014/15 und 2017/18 an der EHF Champions League teil sowie 2015/16 am EHF-Pokal. Zur Saison 2018/19 wechselte der 2,03 Meter große Kreisläufer zum deutschen Bundesligisten SG Flensburg-Handewitt, bei dem er einen Dreijahresvertrag unterschrieb. Mit der SG Flensburg-Handewitt gewann er 2019 die deutsche Meisterschaft. Im Sommer 2023 kehrte er zu seinem ehemaligen Verein Aalborg Håndbold zurück und gewann 2024 und 2025 erneut die Meisterschaft sowie 2025 den Pokal.
Hald Jensen wurde mit der dänischen U-19-Nationalmannschaft U-19-Weltmeister 2013; bei dem Turnier wurde er zum wertvollsten Spieler gewählt. Am 20. Juni 2015 debütierte er beim Länderspiel gegen Polen in der Dänischen Männer-Nationalmannschaft. Bei den Weltmeisterschaften 2019, 2021 und 2023 gewann er den WM-Titel. Bei der Europameisterschaft 2022 gewann er mit Dänemark die Bronzemedaille. Beim Gewinn der Silbermedaille bei der Europameisterschaft 2024 kam er in sieben Spielen zum Einsatz und warf sechs Tore. Bei den Olympischen Spielen 2024 in Paris gewann er die Goldmedaille. Bei der Weltmeisterschaft 2025 warf er ein Tor in neun Partien und wurde mit dem Team erneut Weltmeister.